# Paraliparis hystrix
Paraliparis hystrix és una espècie de peix pertanyent a la família dels lipàrids.

## Hàbitat
És un peix marí i batidemersal que viu entre 250 i 1.150 m de fondària.

## Distribució geogràfica
Es troba a l'Atlàntic: l'oest de les illes Britàniques.

## Observacions
És inofensiu per als humans.